# Amarant muricat
L'amarant muricat (Amaranthus muricatus), és una espècie herbàcia cosmopolita pertanyent a la família de les amarantàcies.
Addicionalment pot rebre els noms de blet, blet de fulla estreta i blet roig.

## Descripció
És una herba perenne, rizomatosa, que creix prostrada sobre el sòl, amb tiges blanquinoses. Forma una panícula de flors terminals, pentàmeres o tetràmeres, rarament trímeres. Fruits fortament rugosos en la maduresa. Nativa d'Amèrica del Sud i introduïda a la regió del mediterrani occidental. A Espanya prolifera a la meitat est peninsular on és relativament freqüent com a ruderal en llocs àcids i bàsics. Escassa al centre i nord.

## Taxonomia
A. muricatus va ser descrita per (Moq.) Hieron. i publicat al Boletín de la Academia Nacional de Ciencias, Córdoba, Argentina (2): 421. 1882. El nom genèric amaranthus procedeix del grec amaranthos que significa "flor que no es marceix". L'epítet muricatus procedeix del llatí murex, que és el nom d'un mol·lusc amb petxina punxeguda, al·ludint als fruits rugosos.